# San Juan de Urabá
San Juan de Urabá – miasto w Kolumbii, w departamencie Antioquia.